# Alkvattnet
Alkvattnet är en sjö i Östersunds kommun i Jämtland och ingår i Indalsälvens huvudavrinningsområde. Sjön har en area på 0,693 kvadratkilometer och ligger 327 meter över havet.

## Delavrinningsområde
Alkvattnet ingår i det delavrinningsområde (702811-147404) som SMHI kallar för Utloppet av Alkvattnet. Medelhöjden är 332 meter över havet och ytan är 3,69 kvadratkilometer. Det finns ett avrinningsområde uppströms, och räknas det in blir den ackumulerade arean 9,97 kvadratkilometer. Vattendraget som avvattnar avrinningsområdet har biflödesordning 4, vilket innebär att vattnet flödar genom totalt 4 vattendrag innan det når havet efter 203 kilometer. Avrinningsområdet består mestadels av skog (42 procent) och sankmarker (38 procent). Avrinningsområdet har 0,69 kvadratkilometer vattenytor vilket ger det en sjöprocent på 18,8 procent.